# Charles Eduard Junod
Pour les articles homonymes, voir Junod.
Charles Eduard Junod, né à Auvernier près de Neuchâtel en Suisse le 5 janvier 1828 et mort au même endroit le 26 novembre 1877, est un photographe, ingénieur et professeur de langues suisse. Actif à Hambourg en Allemagne, il est notamment connu comme un pionnier de la photographie de guerre, avec ses photographies stéréoscopiques de la guerre prusso-danoise de 1864.

## Biographie
Charles Eduard Junod est le fils du conseiller d'état et ingénieur suisse Charles-Henri Junod, spécialiste de planification urbaine, qui a notamment fourni les plans de reconstruction de La Brévine en 1831 et du Locle en 1832, ainsi que le plan général d’alignement de La Chaux-de-Fonds en 1835.
Charles Junod s'établit avec sa femme à Hambourg en 1828 ; le 25 octobre, ils s'installent à l'hôtel Zingg's à Hambourg ; en 1860, le couple loge chez son compatriote, l'architecte Auguste de Meuron (de). En 1861-1862, Junod travaille comme professeur de langues ; fin août 1863, il publie dans les Hamburger Nachrichten (de) une annonce pour son atelier photographique, en indiquant qu'il est un élève de Disdéri, « photographe S.M. des Kaisers, Paris ».

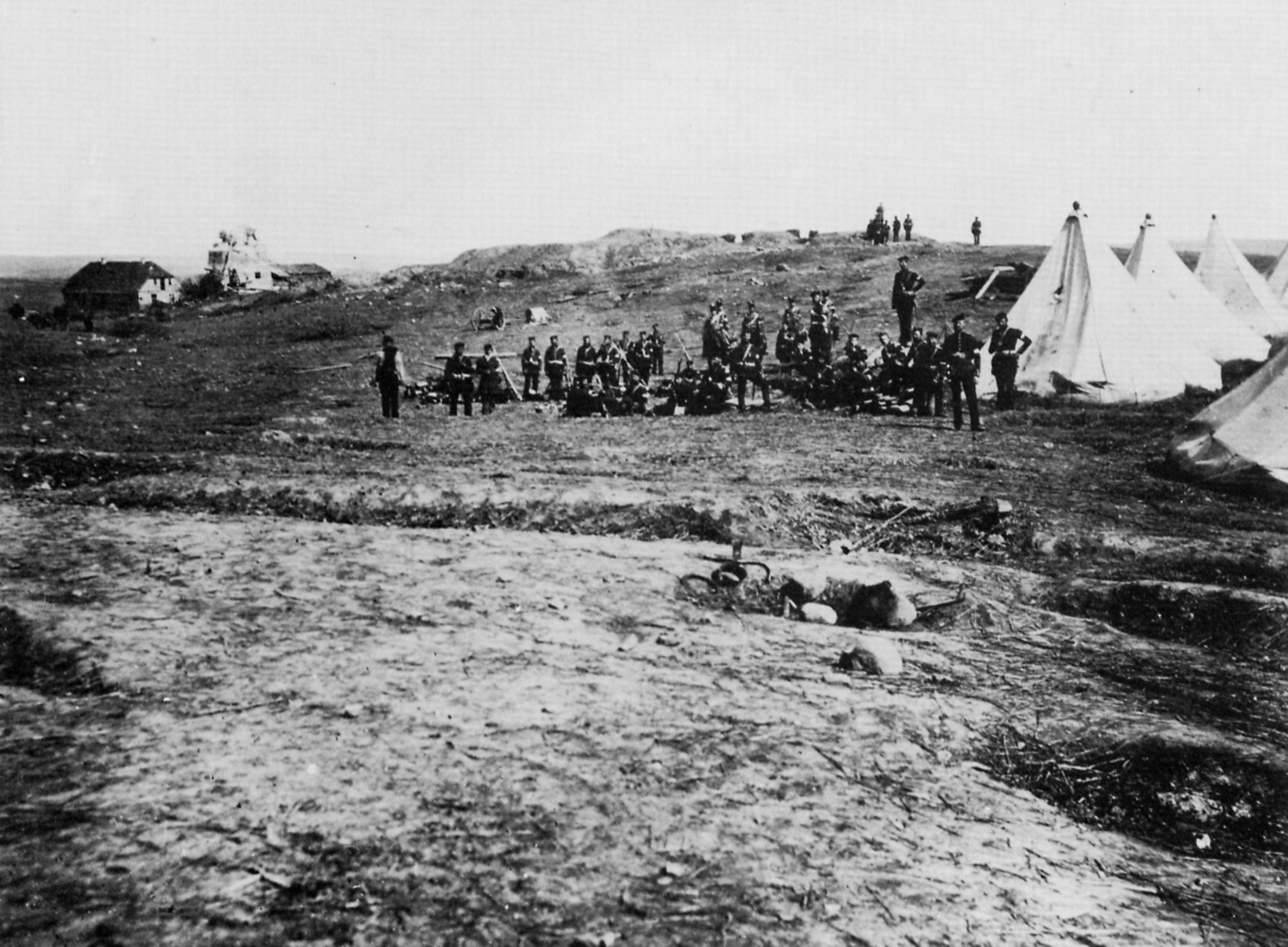
L'armée prussienne à Nübbel, dans le Schleswig-Holstein, 1864.
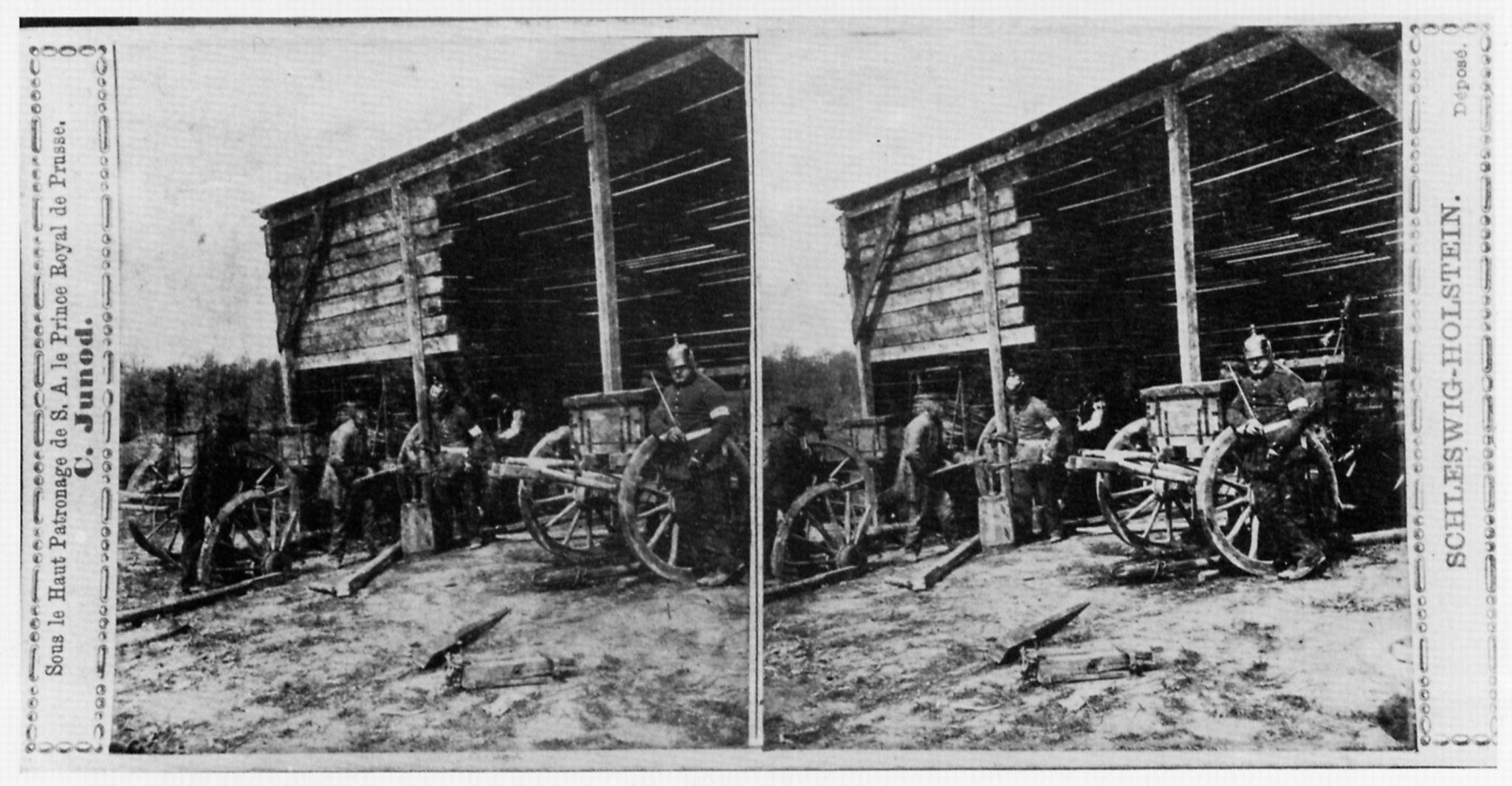
Forge de campagne du parc d'artillerie près de Nübbel, 1864.
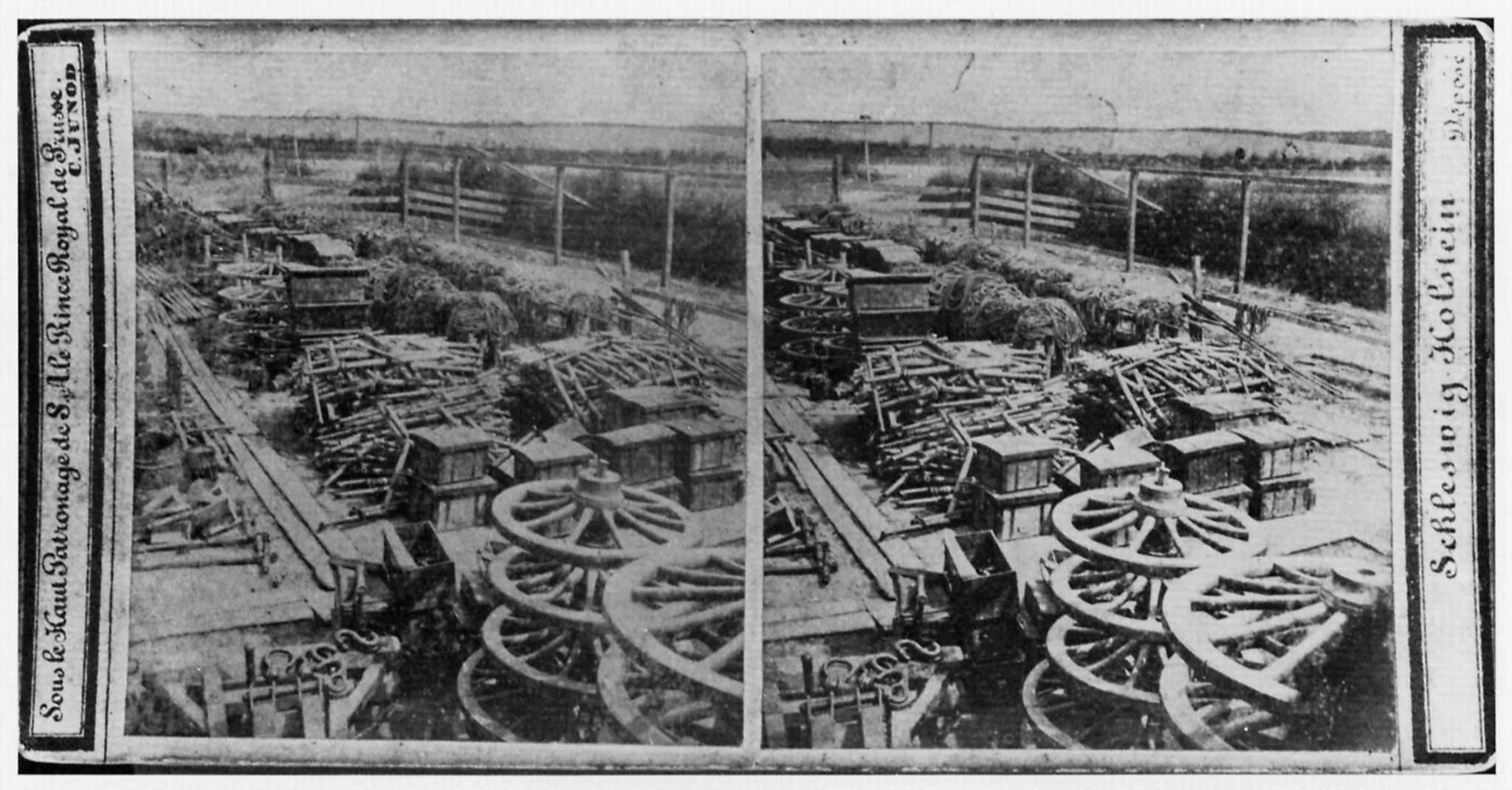
Dépôt de l'armée prussienne à Nübbel, 1864.
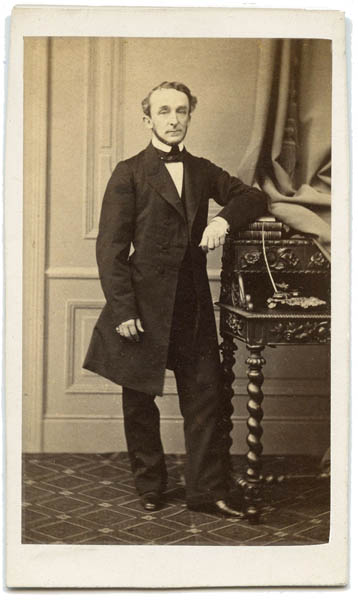
Gustav Godeffroy, commerçant et sénateur de Hambourg, vers 1864.